# Tritonia manicata
Tritonia manicata är en snäckart som beskrevs av Gérard Paul Deshayes 1853. Tritonia manicata ingår i släktet Tritonia och familjen Tritoniidae. Inga underarter finns listade i Catalogue of Life.

## Bildgalleri

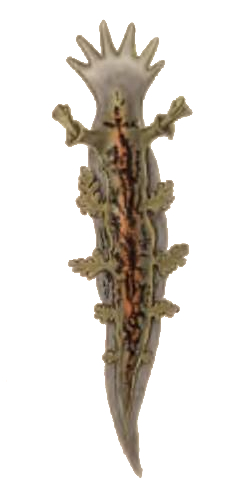